# Villa Großer Platz 4
Die Villa Großer Platz 4 in der niedersächsischen Stadt Bremervörde wurde am Anfang des 20. Jahrhunderts gebaut. Aktuell (2025) wird sie u. a. zum Wohnen genutzt.
Das Gebäude steht unter Denkmalschutz (siehe auch Liste der Baudenkmale in Bremervörde).

## Geschichte und Beschreibung
Bremervörde war um 1000 Sitz der Wasserburg Vörde an der Oste und gehört zum Landkreis Rotenburg (Wümme). Eine Stadterweiterung fand im späten 19. und frühen 20. Jahrhundert statt.
Das zweigeschossige traufständige verputzte große Eckgebäude mit verschiedenen pfannengedeckten Dächern und mit einem Dachhaus wurde 1904 (Inschrift) gebaut. Die Fassade wurde durch den polygonalen dreigeschossigen Eckturm an der Nordostecke sowie mit Putz- und Stuckgliederungen gestaltet.
Das Landesdenkmalamt befand u. a.: „… Sie trägt entsprechend für die Villenbebauung um 1900 charakteristische Merkmale und ist in ihrer Ausprägung beispielhaft, auch als Schauwert ….“